# Basílica de San Frediano
La basílica de San Frediano es una de las iglesias católicas más antiguas de Lucca, su estilo es románico, y se encuentra ubicada frente a la plaza homónima. Desde allí parte la procesión por la celebración de la fiesta de la Santa Cruz la noche del 13 de septiembre. En noviembre de 1957, el Papa Pío XII la elevó a la dignidad de una basílica menor

## Historia
Desde el siglo VI existía en este lugar un edificio religioso dedicado a los tres santos levitas Vincenzo, Stefano y Lorenzo. La construcción de esta primera iglesia data del mismo San Frigidiano, un presbítero irlandés que fue elegido obispo de Lucca entre 560 y 588. Las excavaciones llevadas a cabo bajo la actual basílica confirmaron la presencia del antiguo edificio.
Durante la dominación longobarda, la iglesia y la casa pastoral fueron ampliadas. A fines del siglo VIII, la iglesia estaba equipada con una cripta que acogía el cuerpo de San Frigidiano.
En 1112 comenzó, por el prior Rotone, la reconstrucción del edificio que fue consagrado en 1147 por el Papa Eugenio III. El proyecto incluyó una iglesia con tres naves con un ábside, sin transeptos ni cripta, de acuerdo con las nuevas tendencias relacionadas con la reforma gregoriana, con la fachada orientada al este, a diferencia de la regla agustiniana que la orientaba hacia el oeste.
En el siglo XII, la iglesia era más baja que la iglesia actual; la elevación de la nave central y la construcción del techo de vigas de madera se remonta al siglo XIII y se completó con la ornamentación en mosaico de la parte superior de la fachada (siglos XIII-XIV).
En los siglos XIV y XVI se abrieron numerosas capillas a los lados de los pasillos laterales para la devoción y el entierro privado.

## Descripción

### Fachada

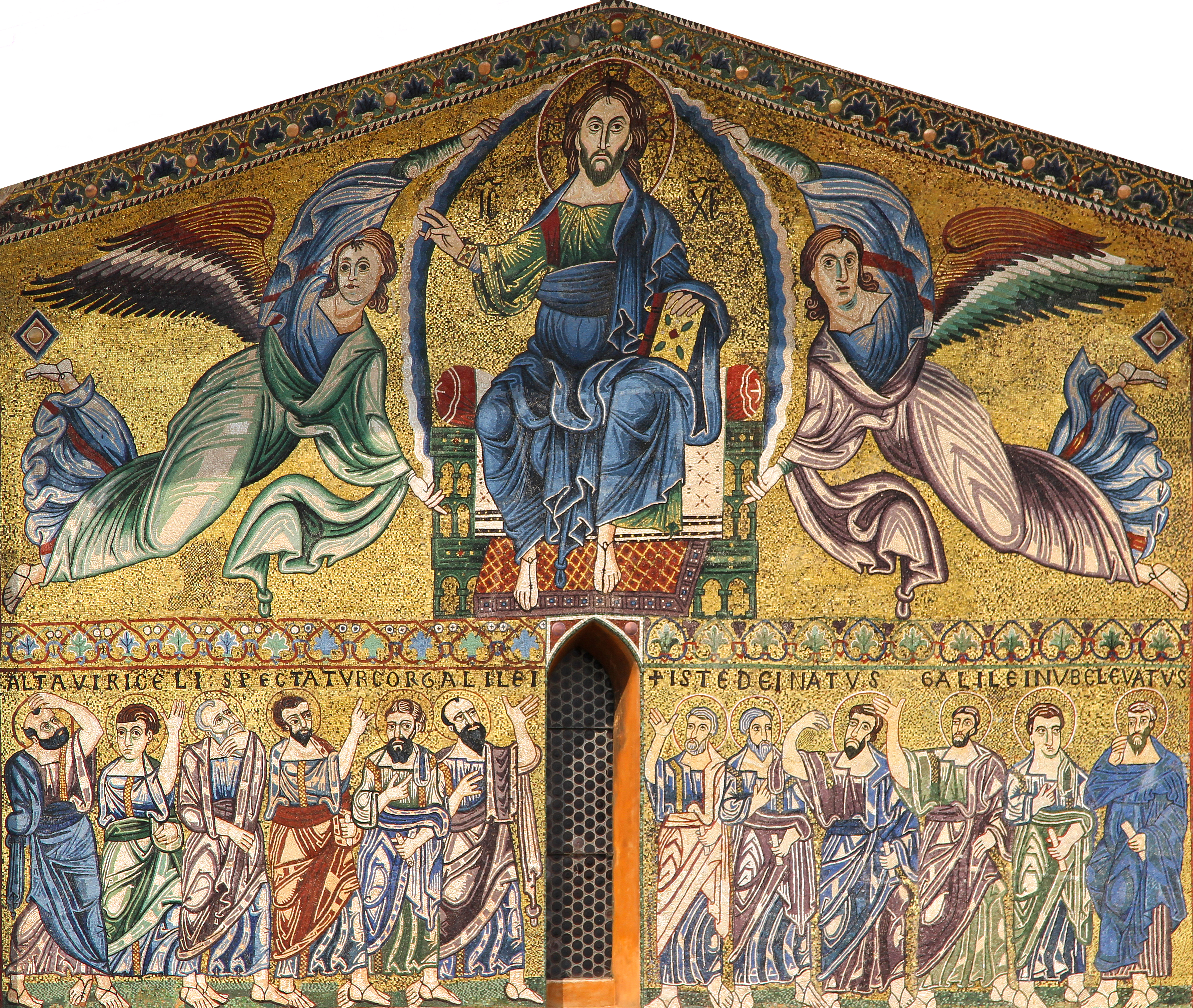
Mosaico de la fachada

La fachada (siglo XII) es de piedra pulida, delimitándose los tres portales, el de la nave central, y el de los dos laterales por pilares, coronados por un arquitrabe (del cual solo el central está decorado con motivos vegetales) y arcos ciegos. En el nivel central hay una logia pequeña con columnas coronadas por capiteles de varios tipos que tienen dos ventanas de una sola punta.
Sobre la nave central se encuentra en forma de pentágono y decorado con mosaicos (siglos XIII-XIV) la representación de la Ascensión de Cristo entre los ángeles en presencia de los Apóstoles, originalmente colocada a los lados de la Virgen cuya imagen ha sido destruida por la apertura de la monófora central.
Además de las tres monóforas se presentan cuatro ventanas circulares en una posición más lateral.

### Campanario

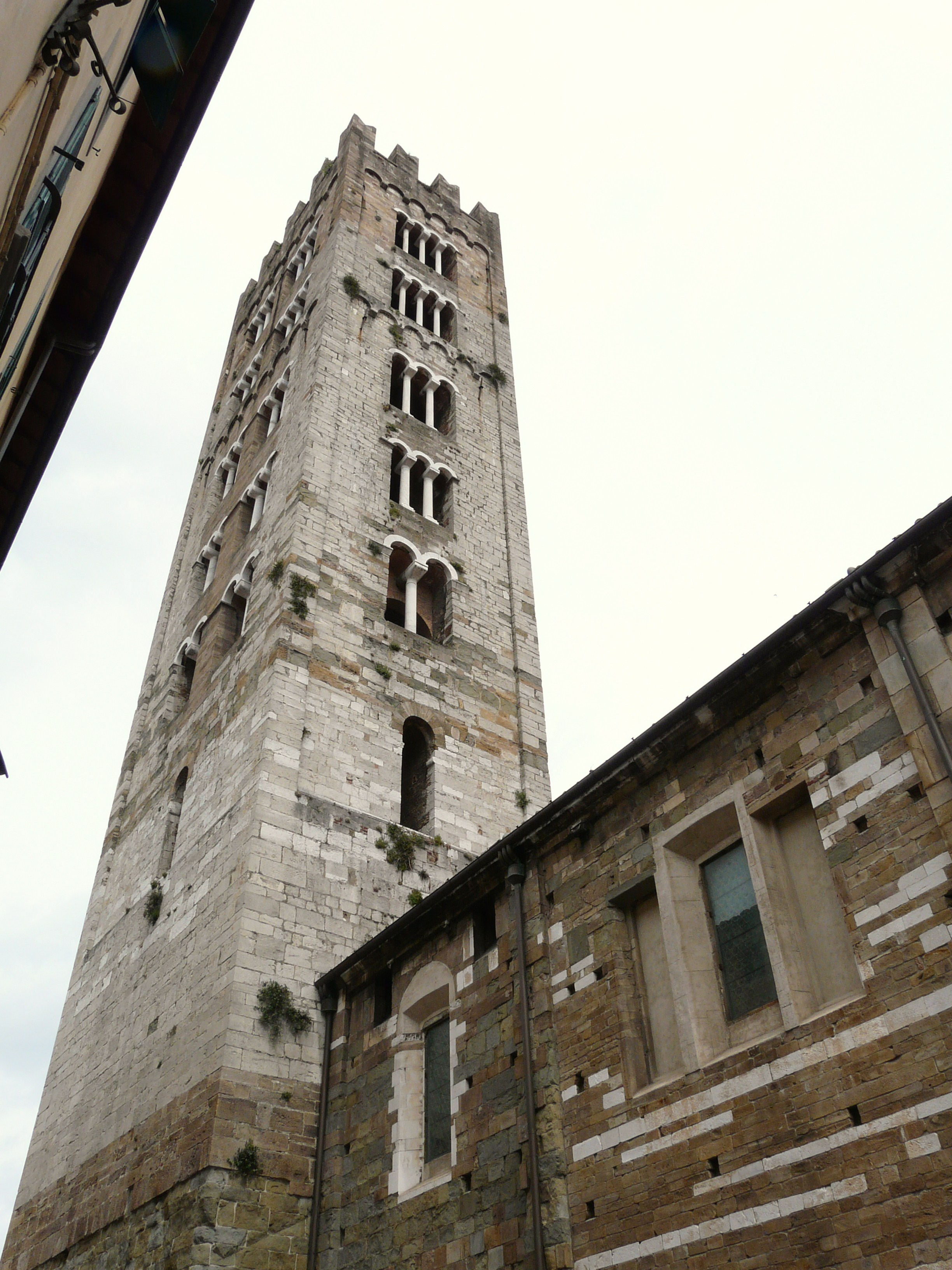
Campanario

El campanario, cerca del ábside, fue construido en diferentes períodos: la base de piedra oscura es anterior al siglo XII, mientras que la parte superior de piedra pálida fue reconstruida en el siglo XIII, con la presencia en cada lado de ventanas monóforas, bíforas, tríforas y dos ventanas cuadríforas. En dos niveles, las ventanas están coronadas por bandas de arcos ciegos. Las almenas gibelinas están presentes en la parte superior en los cuatro lados.
En el campanario hay 6 campanas, que en la segunda mitad del siglo XX fueron electrificadas.